# Carlo Sciarrone
Carlo Sciarrone (Gênova, 17 de novembro de 1983) é um futebolista italiano, que atualmente joga na Gallipoli.